# Ciarán Teehan
Ciarán Teehan (Cork, 15 maart 1999) is een Ierse dartsspeler die uitkomt voor de PDC. Hij haalde zijn tourkaart voor 2020/2021 door op de Development Tour van 2019 als tweede op de virtuele ranglijst te eindigen. Dit leverde hem ook een WK-ticket op. In 2021 plaatste hij zich weer voor het WK door het kwalificatietoernooi voor Tourkaarthouders te winnen.

## Resultaten op Wereldkampioenschappen

### PDC
- 2020: Laatste 64 (verloren van Mervyn King met 2-3)
- 2021: Laatste 96 (verloren van Wayne Jones met 2-3)

### WDF

#### World Cup
- 2023: Laatste 256 (verloren van Davie Kirwan met 1-4)

### PDC World Youth Championship
- 2021: Laatste 16 (verloren van Keane Barry met 1-5)
- 2022: Laatste 32 (verloren van Callan Rydz met 5-6)
- 2023: Groepsfase (gewonnen van Brayden Hall met 5-2, verloren van Anton Östlund met 3-5)